# Kari Sylwan
Kari Sylwan est une actrice et danseuse suédoise née le 15 octobre 1940 à Stockholm.

## Filmographie
- 1956 : Suss gott de Gunnar Höglund
- 1972 : Cris et chuchotements (Viskningar och rop) d'Ingmar Bergman
- 1976 : Face à face (Ansikte mot ansikte) d'Ingmar Bergman

## Distinctions et récompenses
- Prix David di Donatello spécial en 1974 avec ses partenaires Ingrid Thulin, Liv Ullmann et Harriet Andersson pour Cris et chuchotements d'Ingmar Bergman.